# Tallinn
Tallinn és la capital, i ciutat més important demogràficament i econòmica, d'Estònia. La ciutat està situada al golf de Finlàndia, davant de Hèlsinki, que és 80 km al nord. Té uns 400.000 habitants, gairebé un terç de la població total del país.
Fou una ciutat hanseàtica. Des del segle XIII fins a la primera meitat del segle xx, Tallin va ser coneguda a la major part del món per variants del seu altre nom històric Reval.
El 1980, durant l'ocupació soviètica, acollí proves nàutiques dels Jocs Olímpics que es celebraren a Moscou.
Tallinn és el centre polític i econòmic de l'estat. La ciutat acull la seu del parlament estonià (Riigikogu), el palau presidencial i els ministeris. A més, s'hi troben radicades la borsa i les principals empreses del país.
La ciutat va sorgir com un port comercial a la ruta marítima que unia Europa occidental amb Rússia i va conèixer el seu màxim apogeu com a ciutat hanseàtica al mig de l'edat mitjana. Després de la independència d'Estònia, el 1991, Tallinn ha tornat a ressorgir, aquesta vegada mercès al turisme i l'aposta ferma per les noves tecnologies. El 2007, Tallinn figurava entre les 10 millors ciutats digitals del món, i el 2022, Tallinn figurava entre les 10 millors ciutats europees mitjanes del futur.
El centre històric de la ciutat forma part del Patrimoni Mundial de la Humanitat inscrit l'any 1997, per la UNESCO.

## Etimologia
Històricament coneguda pel seu antic nom germànic Reval o Revel, Tallinna va reemplaçar l'anterior nom de Reval (en rus: Ревель) el 1918, quan Estònia va aconseguir la independència. A principis de la dècada de 1920, aquesta denominació ha estat modificada, passant a ser Tallinn, cas excepcional en l'idioma estonià, en què els topònims de les poblacions sempre acaben en vocal. Encara hi ha confusió en alguns parlants estrangers sobre aquest terme, confusió sostinguda pel fet que en estonià el genitiu acaba amb el sufix -a; així, l'aeroport de Tallinn es diu,Tallinna Lennujaama.
La terminació -linna, com en germànic -burg i en eslau -grad o -gorod significava originàriament 'fortalesa', encara que posteriorment es va utilitzar com a sufix en la formació dels noms de ciutat. De fet, en estonià, linn vol dir 'ciutat'.
Es debat l'origen del nom Tallinn, però se sap que és d'origen estonià. Segons la teoria més acceptada, deriva de Taani-linn, que significa 'ciutat danesa', terme que es justifica en la primera construcció d'una fortalesa al turó de Toompea pels danesos; altres teories afirmen que procedeix de Talu linn, que significa 'ciutat de l'agricultura', o de Tali-Linna que ve a significar 'ciutat d'hivern'.
La ciutat té uns quants noms històrics, Koluvan, Lindanisse, així com variacions del nom germànic Reval: Revalia, Revel i Reveln. El nom de Reval és utilitzat pels alemanys i els suecs per a designar Tallinn, i va ser una de les denominacions oficials de la ciutat fins al començament del segle xx. Aquest nom s'originà al segle xiii i procedeix del nom de l'antic comtat de Raval que ocupava el nord de l'actual Estònia. Hi ha altres noms per a designar Tallinn: especialment significatius són Lindanisse i les seves variants, Lyndanisse en danès, Lindano en suec i Ledenets en antic eslau eclesiàstic. Kesoniemi i Rääveli en finès i Kolyvas (Колывань) en antic eslau de l'est són també antics noms de Tallinn.

## Història
Es creu que la costa sud del golf de Finlàndia estava habitada per tribus ugrofineses des del segon mil·lenni aC.
La primera menció de Tallinn apareix en una obra del cartògraf almoràvit Muhammad al-Idrisi. En aquest mapa, que data del 1154, la població apareix sota el nom de Kaluria.
Tallinn va adquirir importància com a port estratègicament situat entre Escandinàvia i Rússia; això va convertir la ciutat en objectiu dels ordes religiosos militars germànics i del Regne de Dinamarca durant el període de les croades bàltiques a començaments del segle xiii.

### Període danès
Tallinn i el nord d'Estònia van caure en poder danès l'any 1219 després de la batalla de Lyndanisse. Segons les cròniques, els estonians varen resistir ferotgement el setge que el rei  Valdemar II de Dinamarca va imposar sobre la ciutat, encara que finalment el rei danès va aconseguir la captura de la plaça. Els danesos van construir una fortalesa al turó de Toompea.

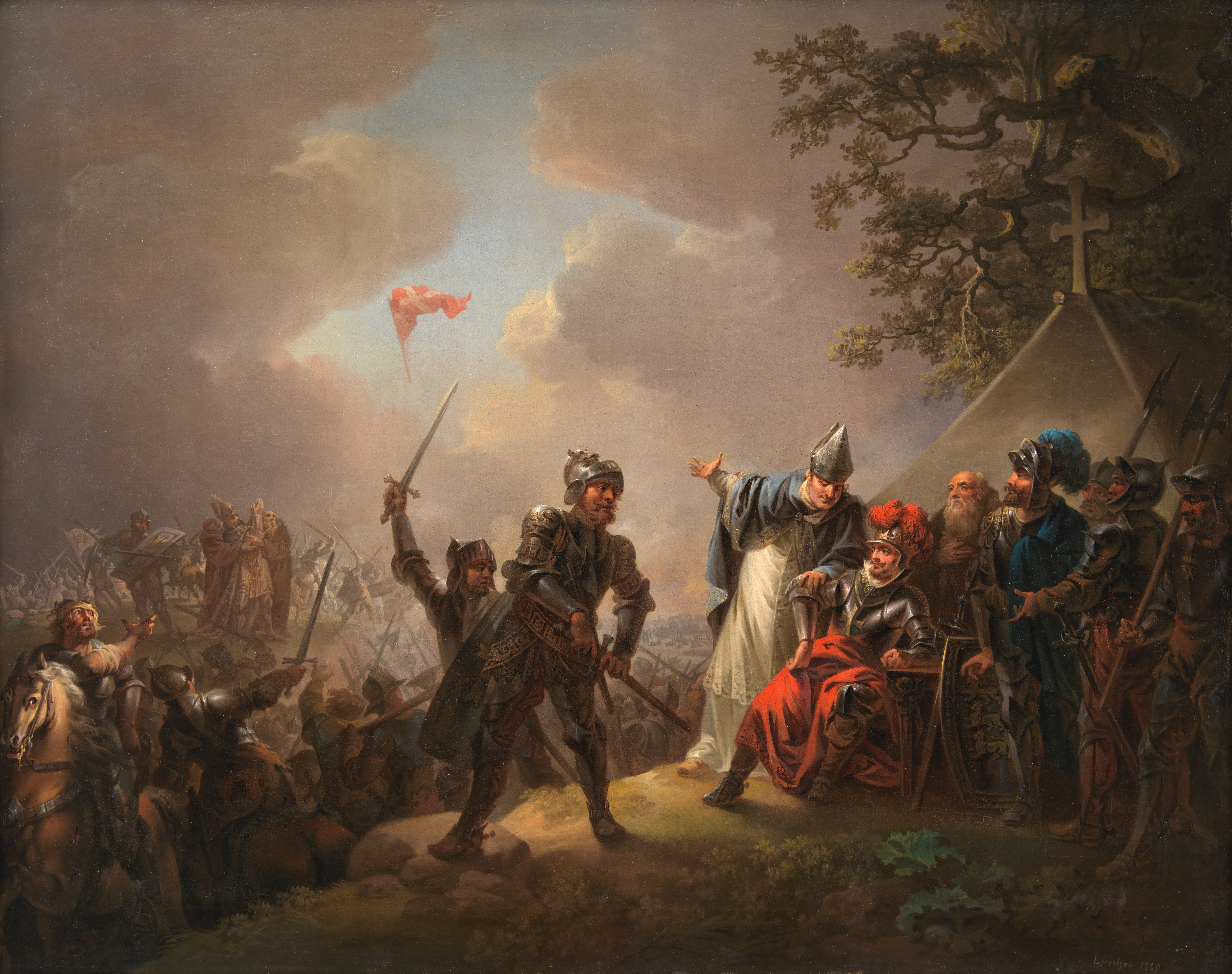
El Dannebrog caient del cel durant la Batalla de Lyndanisse. Christian August Lorentzen

No obstant això, el poder danès no es va poder mantenir durant gaire temps a causa de l'oposició local, que va assetjar Toompea el 1220 i el 1223, i l'expansió dels alemanys amb els germans Livonians de l'Espasa, els quals el 1227 conqueriren Tallinn, i construïren a Toompea la primera fortalesa de pedra. Possiblement amb l'objectiu de consolidar el poder alemany davant els vassalls locals, el 1230 van arribar a la ciutat provinents de Visby, ciutat de l'illa de Gotland, un grup de comerciants alemanys que van fundar sota la fortalesa una colònia d'uns 200 membres. L'acta fundacional d'aquesta colònia no ha arribat fins avui en dia, però probablement aquest sigui el moment en què es va començar a aixecar la ciutat baixa, que amb el nom de Reval va constituir una entitat separada de la ciutat alta o Toompea. El 1236, els germans Livonians van patir una estrepitosa derrota davant els lituans i sengals a la batalla de Saule, cosa que precipità la seva unió a l'any següent amb l'orde Teutònic. A causa del tractat de Stensby els germans Livonians tornaren Tallinn amb la resta d'Harju i Vironia a Dinamarca el 1238. Durant aquest període, els danesos van construir un castell a Domberg (Toompea). Igualment es va establir un bisbat dependent de l'arquebisbat de Lund.
El 1248, els vassalls i ciutadans de Tallinn ja posseïen un òrgan legislatiu local, el Ritterschaft. El 1285, la ciutat va esdevenir el membre més septentrional de la lliga Hanseàtica, organització controlada pels alemanys, a la qual pertanyeria fins al 1865. Tallinn va experimentar un ràpid creixement econòmic en esdevenir un port clau de la lliga Hanseàtica entre Nóvgorod i Occident. Es transportaven pells, mel, cuir i greix de foca cap a l'oest i sal, arengades, teles i vi cap a l'est. A més, l'llengua alemanya hi va començar a adquirir una preponderància que no perdria fins al 1889, quan va deixar de ser oficial a Tallinn.

### Període alemany

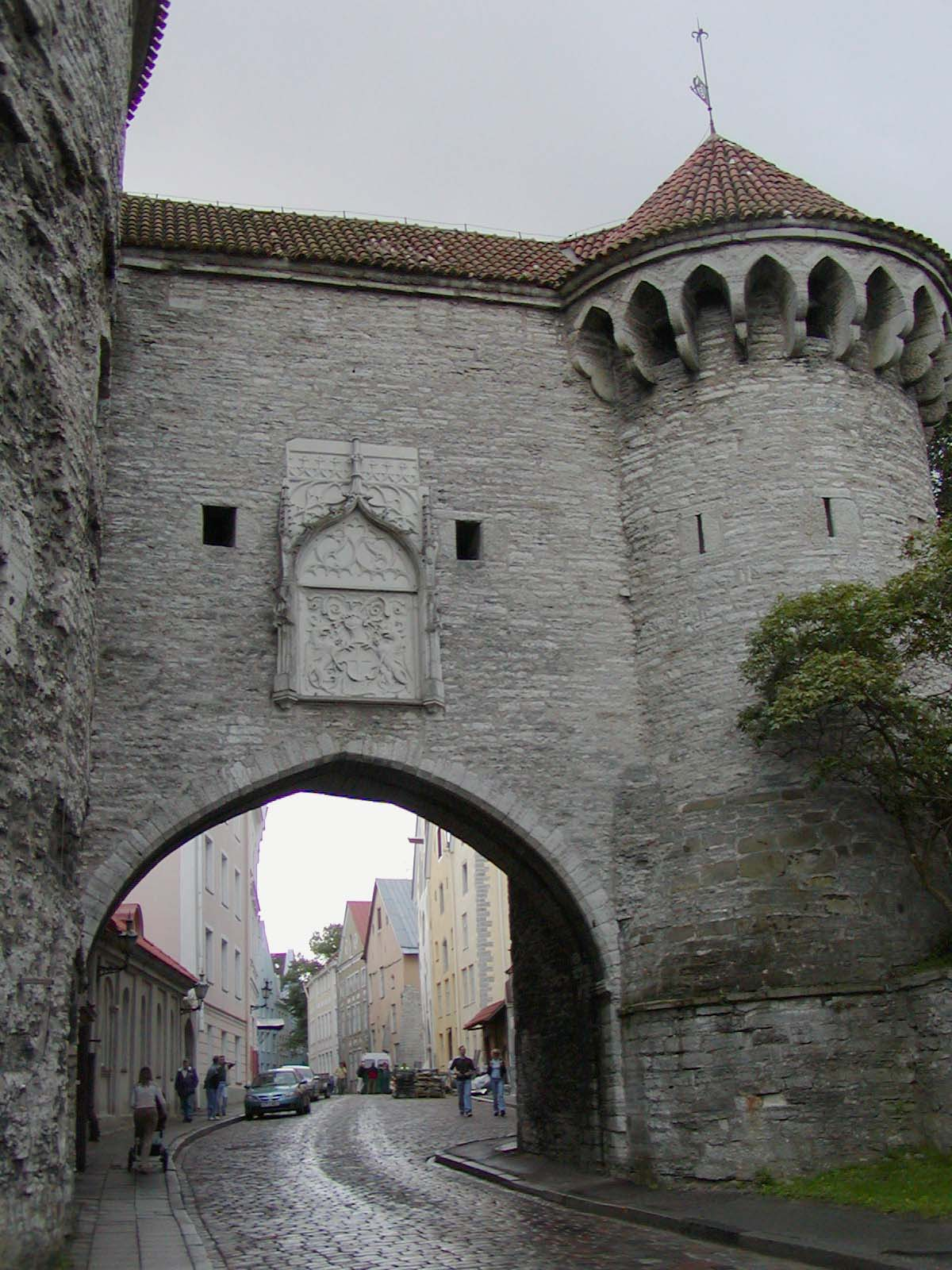
Porta vella de Tallinn

El 1343, els camperols estonians es van rebel·lar contra la dominació estrangera en les revoltes conegudes com l'aixecament de la Nit de Sant Jordi, en què Tallinn fou assetjada pels estonians. Aquestes revoltes, finalment sufocades pels cavallers Teutònics, van suposar el declivi final del poder danès. Tres anys més tard, van vendre el seu territori a Estònia a l'orde Teutònic per 19.000 marcs; amb això, els germans sumaven el domini polític a l'econòmic que ja tenien, gràcies a la lliga Hanseàtica. A Dinamarca, només li va quedar el poder eclesiàstic dirigit des de Lund. Amb l'adveniment del nou poder teutó, l'enfrontament entre el bisbe i els cavallers es va aguditzar, i la ciutat baixa es va veure envoltada per una muralla defensiva que tenia 66 torres.
Amb la Reforma luterana, la influència germànica es va fer més forta i la ciutat es va convertir al luteranisme el 1525. D'aquesta època, 1530, data el penell que des de dalt de l'agulla de l'Ajuntament de Tallinn ha esdevingut símbol de la ciutat; el penell representa la figura d'un antic guerrer anomenat Vana Toomas (vell Tomàs).

### Període suec
Com a conseqüència de l'enfonsament de l'orde Teutònic després de l'ofensiva de Rússia, Tallinn es va posar sota vassallatge de Suècia, que actua en qualitat de protector del nord de l'actual Estònia contra el tsar Ivan el Terrible, que va assetjar la ciutat durant 29 setmanes entre els anys 1570 i 1571.
A les darreries del segle xv, es va construir una nova torre gòtica de 159 metres per a l'església de Sant Olaf (Oleviste). En aquella època, era una de les torres més altes d'Europa, possiblement la construcció més alta del món. Després d'una reconstrucció a causa d'un incendi ocorregut el 1629, la torre va quedar amb l'actual alçada de 123 metres.

### Període rus i primera independència
La ciutat romangué en poder suec fins a la gran Guerra del Nord de 1710, quan les tropes sueques acantonades a Tallinn i delmades per la pesta capitularen davant l'Imperi Rus. No obstant això, les institucions locals van mantenir la seva independència econòmica i cultural dins de Rússia mitjançant el ducat d'Estònia, de manera que fins i tot es va mantenir l'alemany com a idioma oficial en el comerç. Fins al 1889, amb l'inici de les polítiques de russificació dutes a terme per l'Imperi Rus, no va ser abolida la magistratura de Reval.
Durant el regnat de Pere el Gran, va ser construït el palau de Kadriorg, més enllà de les muralles de la ciutat. El tsar Pere I tenia molt d'interès en aquest port, i l'arribà a visitar en 11 ocasions, i fins va celebrar una Nadal allà. El 1870, es va inaugurar la línia de ferrocarril que unia Tallin amb Sant Petersburg, convertint la ciutat en un important port de l'Imperi Rus. Des de l'alliberament dels camperols de la servitud, es va iniciar un flux de camperols estonians, i a la ciutat es va modificar dràsticament el percentatge de nacionals, passant d'un 52% el 1867 a un 89% vint anys després.
Durant la Primera Guerra Mundial, el Govern Provisional Rus va cedir més poder als estonians, i Tallinn va ser nomenada capital de la recent creada Governació Autònoma d'Estònia, l'abril de 1917. El 25 de febrer de 1918, un dia després que Estònia proclamés la seva independència, l'exèrcit Imperial Alemany va ocupar la ciutat. Els alemanys la van abandonar al novembre, en finalitzar la guerra.
Des de llavors, els estonians van lluitar en una guerra contra els bolxevics, que es van acostar a uns quants quilòmetres de Tallinn, encara que no van arribar a entrar-hi. Aquest port va ser fonamental per a la causa estoniana, ja que a través d'aquest, els estonians van rebre ajuda militar del Regne Unit.
Com a conseqüència de la signatura del pacte Molotov-Ribbentrop, els soviètics van entrar a Estònia a l'agost de 1940. Tallinn va esdevenir la capital de l'RSS d'Estònia i la principal base naval de la Unió Soviètica, a causa del seu port lliure de gel. Polítics, intel·lectuals i ciutadans sospitosos d'anticomunisme van ser arrestats i deportats.

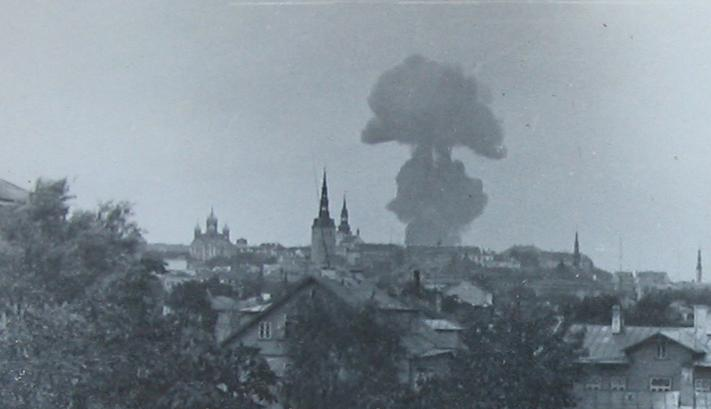
Defensa soviètica de Tallinn el 1941

Durant la invasió de la Unió Soviètica, 20.000 soldats soviètics van ser apostats per a la defensa de Tallinn, però el 26 d'agost de 1941, l'armada Soviètica va haver d'evacuar els vaixells de guerra, en fer-se insostenible la defensa de la base. La caiguda d'aquesta ciutat va aclarir el camí cap a Leningrad als alemanys, que la van assetjar (vegeu setge de Leningrad). Durant la invasió alemanya, la persecució va ser soferta per suposats comunistes i jueus, i la població va ser pràcticament exterminada.
El 9 de març de 1944, l'11% de la ciutat va ser destruït pels bombardejos soviètics, que van provocar 600 morts. El 18 de setembre d'aquest any, el govern independent d'Estònia va ser restituït i després de la sortida dels soldats alemanys, durant el 20 i el 22 del mateix mes, la bandera nacional estoniana va onejar sobre la torre de Pikk Hermann, abans de l'entrada de l'exèrcit Roig. Aquest fet, encara que breu en el temps, és determinant com a prova de la il·legalitat de l'ocupació soviètica d'Estònia, ja que aquest govern va marxar a l'exili i va donar continuïtat a la República d'Estònia fins a la seva nova independència el 1991.
Durant l'època soviètica, Tallinn va experimentar un gran creixement econòmic i demogràfic. Es va convertir en el principal port de transport de cereals de l'URSS i a la seva rodalia s'hi van instal·lar indústries pesants i alimentàries. El 1980, les proves de regates dels jocs Olímpics d'estiu es van celebrar a Tallinn, més concretament a les instal·lacions de Pirita.

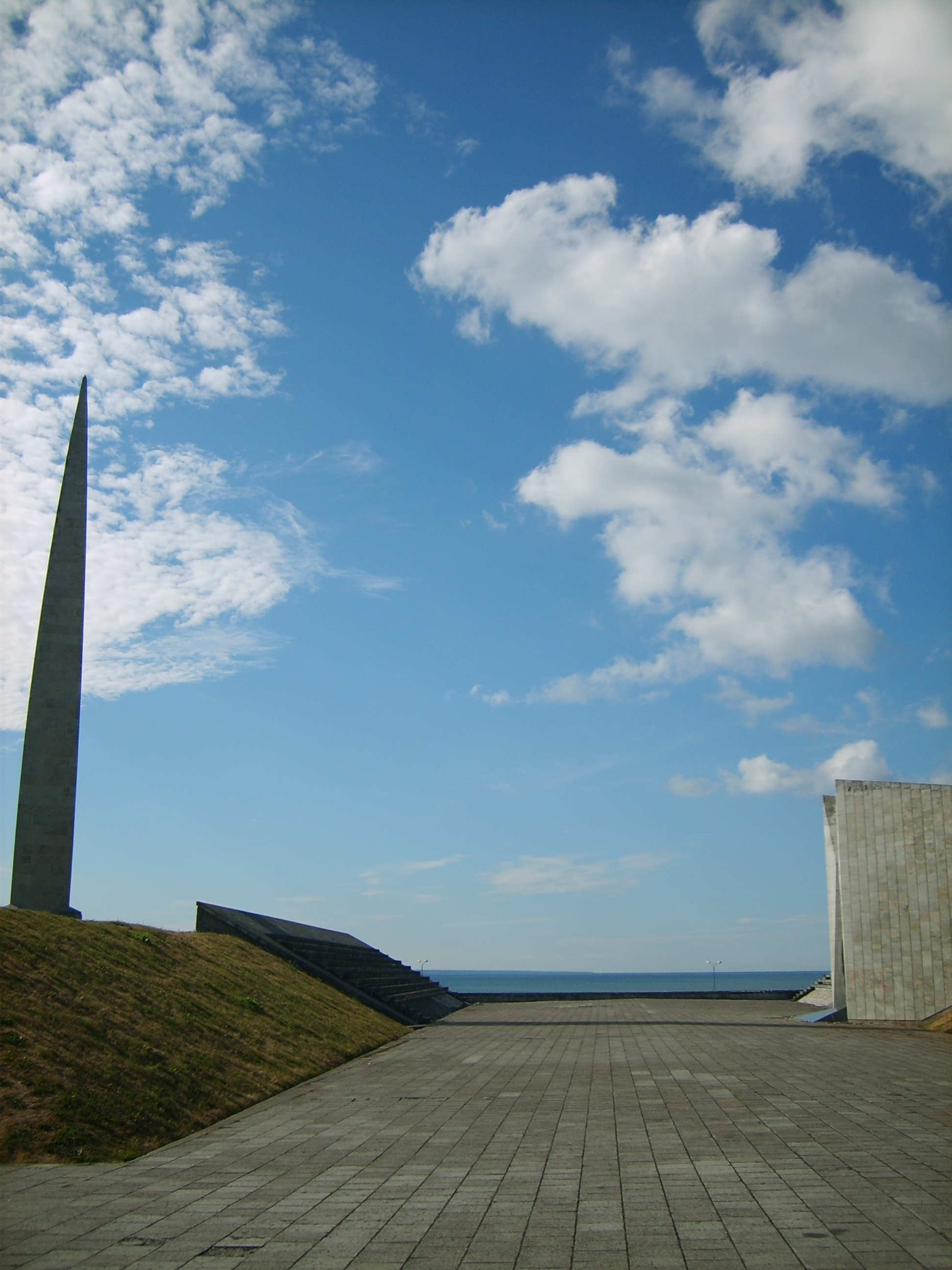
Monument a la guerra erigit pels soviètics el 1975 sobre la tomba dels soldats alemanys morts durant el setge de Leningrad

A les darreries de la dècada de 1980, es va iniciar a Tallinn el moviment d'independència estonià; l'acte catalitzador de l'independentisme va ser el festival de la cançó estonià; aquest esdeveniment tradicional se celebra al país com a símbol de la identitat nacional. S'hi interpreten cançons típiques en idioma estonià. Aquests festivals van adquirir durant aquests anys un gran significat polític. El de 1988 va arribar a concentrar 300.000 persones i el de 1990 al voltant de 500.000. Aquests actes van donar lloc a l'anomenada revolució cantada, que va concloure amb la independència de les repúbliques bàltiques.

### Segona independència
Quan va caure el mur de Berlín, Estònia es va independitzar de la Unió Soviètica i, el 20 d'agost de 1991, Tallinn es va convertir de nou, després de 51 anys, en la capital de la proclamada República d'Estònia. Després de la independència, Tallinn va experimentar un gran creixement econòmic; el centre es va rehabilitar i al seu costat va créixer el barri de negocis amb moderns edificis com el del banc d'Estònia; van sorgir noves zones residencials com Peetri, barri d'habitatges unifamiliars aixecat en un antic pantà dessecat situat al sud de l'aeroport. La ciutat antiga de Tallinn va ser declarada Patrimoni de la Humanitat per la UNESCO el 1997.
Tallinn va ser, a finals d'abril de 2007, escenari dels avalots més greus ocorreguts des de la independència. La causa d'aquests va ser el trasllat del monument del soldat de bronze de Tallinn, erigit pels soviètics en finalitzar la Segona Guerra Mundial com a commemoració de la victòria sobre els nazis, cap al cementiri de les forces de Defensa d'Estònia. Les revoltes i saquejos es van succeir durant cinc dies, i van enfrontar radicals russos amb la policia, i va morir un ciutadà rus.
Històricament, Tallinn ha consistit en tres parts:
- El turó de la Catedral (Toompea), on se situava l'autoritat central, primer dels bisbes, després de l'orde, i de la noblesa bàltica; avui és seu del govern estonià i de diverses ambaixades i residències.
- La ciutat vella, que és l'antiga ciutat hanseàtica, la "ciutat dels ciutadans". Aquesta part de la ciutat no va estar administrativament unida a Toompea fins a finals del segle xix. Va ser centre del comerç medieval de la sal, gràcies al qual va prosperar i va créixer econòmicament.
- La ciutat s'estén al sud de la ciutat antiga, on els estonians es van establir. Aquests no van formar la majoria de la població de Tallinn fins a mitjans o finals del segle xix.

### Clima

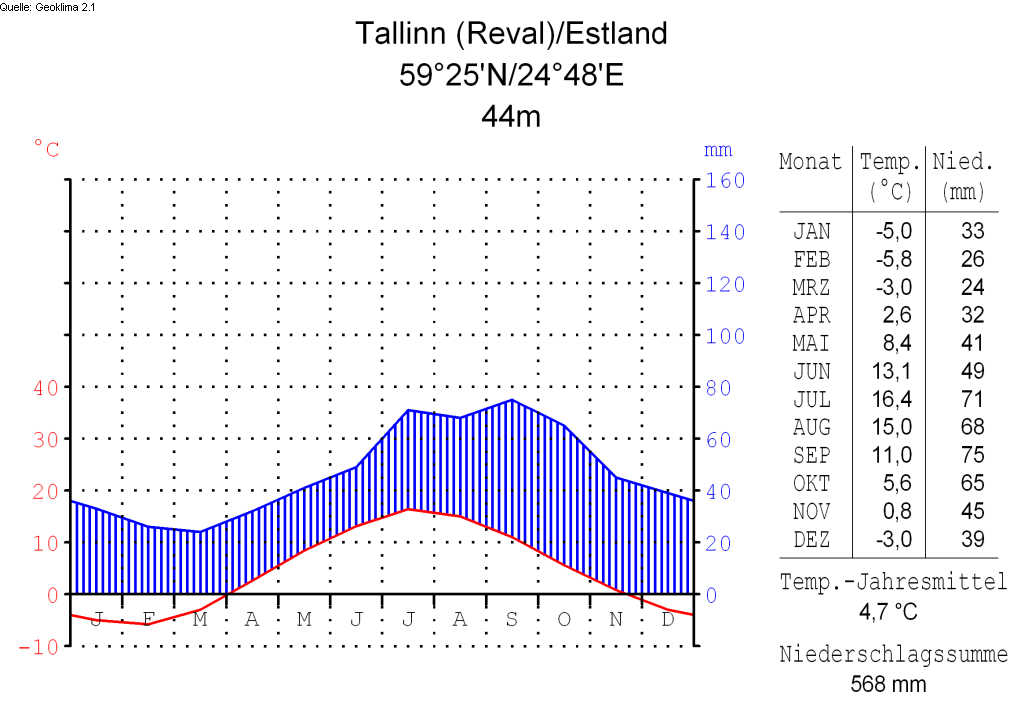
Climograma de Tallinn

## Geografia

### Demografia
La població de Tallinn ha estat sempre multiètnica. No en va els seus fundadors van ser germànics i des de llavors fins a la Segona Guerra Mundial, els ciutadans d'aquest origen van tenir una important presència a la ciutat.
Durant l'edat mitjana, la població estava repartida entre germanobàltics d'origen alemanya i estonians. Els primers eren comerciants i artesans que es concentraven a la ciutat antiga, els segons eren treballadors i serfs. Generalment, habitaven extramurs per raons econòmiques. La població de 1.000 habitants va anar creixent al mateix temps que l'economia fins a arribar al segle xv a uns 4.000 habitants. L'expansió de la ciutat en aquesta època arriba a ocupar el que avui és Vanalinn, la ciutat vella.
Amb la crisi comercial, la Guerra de Livònia i la pesta al segle xvi i principi del segle xvii, la població no creix gaire. Després de la gran Guerra del Nord, la població de Tallinn es va veure reduïda en més de tres terços. Si el 1708 la població rondava els 10.000 habitants, el 1710 aquesta xifra va baixar als 2.000. Només en la dècada de 1780 es va tornar als nivells d'abans de la guerra. A principi del segle xix, la població va créixer de forma contínua, però no és fins a la segona meitat d'aquest segle quan, gràcies a la industrialització, el nombre d'habitants creix. De 44.000 habitants el 1881 es va passar a 160.000 el 1917. En aquesta etapa, la ciutat s'expandeix pel sud i l'est, i es creen els barris de Nõmme i Merivälja. A pesar de la política de russificació iniciada en els últims anys del segle xix per l'imperi tsarista, la composició de la població de Tallinn no es va modificar de manera sensible. Durant aquest període la ciutat s'obre cap a l'est.
| Nacionalitat                        | Percentatge |
| estonians                           | 53,7%       |
| russos                              | 36,5%       |
| ucraïnesos                          | 3,6%        |
| belarussos                          | 1,9%        |
| finlandesos                         | 0,6%        |
| jueus                               | 0,3%        |
| tàrtars                             | 0,3%        |
| lituans                             | 0,2%        |
| polonesos                           | 0,2%        |
| letons                              | 0,2%        |
| germanobàltics                      | 0,1%        |
| altres                              | 1,9%        |
| Font: Statistics Estonia 01.01.2008 |             |

Després de la Primera Guerra Mundial, la població va baixar en prop d'un terç. Però després de la independència d'Estònia i l'elecció de Tallin com a capital de la república, la població va tornar a créixer de manera constant fins a la irrupció de la Segona Guerra Mundial. El 1939, la capital tenia 145.000 habitants i després de la guerra arribà als 127.000 habitants. Amb el final de la guerra, se'n expulsen els últims ciutadans germanobàltics.
L'ocupació soviètica va comportar un fort creixement poblacional a causa sobretot de la migració que des de Rússia i altres repúbliques soviètiques arribava a Estònia. Aquests es concentraven especialment al nord-est i a la capital. El 1956, la població ateny els 267.000 habitants i vint anys després ja eren 408.500. Aquest creixement accelerat també va portar una ràpida expansió de la ciutat, on es van crear barris sencers com Mustamäe i Õismäe a l'oest Lasnamäe a l'est. Aquest transvasament de població va transformar radicalment la composició de Tallinn, on la població no estoniana percentualment va començar a baixar; aquesta constant es manté fins a final dels anys 1980, quan la ciutat assoleix la màxima població de la seva història, prop de 500.000 habitants.
Després de la nova independència, el 1991 Tallinn comença a perdre habitants perquè molts habitants d'altres repúbliques soviètiques abandonaren la ciutat: el 1995 hi havia 434.800 persones censades a la capital. Aquesta tendència descendent només es va trencar el 2005 quan la població va començar a créixer tímidament.
La població de Tallinn era de 397.617 habitants segons el cens de data d'1 de gener de 2008. El 28% de la població de l'estat es concentra a la capital, a causa d'una constant migració des d'altres zones del país provocada pel major nivell de vida de Tallinn. Les poblacions del voltant s'han anat adaptant a les necessitats de la capital, conformant un cinturó de ciutats dormitori com ara Keila, Saue, Maardu, Kehrer, Aegviidu, Loksa i Paldiski.

## Divisió administrativa

Districtes de Tallinn.

Tallinn es subdivideix en vuit districtes (en estonià linnaosa) administratius. Cada districte té un govern (en estonià linnaosa valitsus) presidit per un linnaosavanem (ancià del districte) que és designat pel govern de la ciutat. La funció dels «governs de districte», però, no és governar directament, sinó que es limita a assessorar el govern de la ciutat i l'ajuntament sobre qüestions relacionades locals.
Els districtes es divideixen administrativament en 84 subdistrictes o asum amb fronteres definides oficialment.
| Districte     | Bandera                                     | Escut                                     | Població (2022) | Extensió  | Densitat         |
| ------------- | ------------------------------------------- | ----------------------------------------- | --------------- | --------- | ---------------- |
| Haabersti     | Bandera del districte de Haabersti          | Escut del districte de Haabersti          | 50.200 hab.     | 22,26 km² | 2.157,2 hab/km²  |
| Kesklinn      | Bandera del districte de Kesklinn (Tallinn) | Escut del districte de Kesklinn (Tallinn) | 68.476 hab.     | 30,56 km² | 2.128,3 hab/km²  |
| Kristiine     | Bandera del districte de Kristiine          | Escut del districte de Kristiine          | 34.069 hab.     | 7,84 km²  | 4.175,4 hab/km²  |
| Lasnamäe      | Bandera del districte de Lasnamäe           | Escut del districte de Lasnamäe           | 119.695 hab.    | 27,47 km² | 4.269 hab/km²    |
| Mustamäe      | Bandera del districte de Mustamäe           | Escut del districte de Mustamäe           | 68.510 hab.     | 8,09 km²  | 8.156,1 hab/km²  |
| Nõmme         | Bandera del districte de Nõmme              | Escut del districte de Nõmme              | 37.497 hab.     | 29,17 km² | 1.282,1 hab/km²  |
| Pirita        | Bandera del districte de Pirita (Tallinn)   | Escut del districte de Pirita (Tallinn)   | 19.670 hab.     | 18,73 km² | 1.016,1- hab/km² |
| Põhja-Tallinn | Bandera del districte de Põhja-Tallinn      | Escut del districte de Põhja-Tallinn      | 62.190 hab.     | 15,9 km²  | 3.751,6/km²      |

## Govern i política
La ciutat és governada per l'Ajuntament de Tallinn, que està format per 79 representants escollits per mandats de quatre anys en llistes de partits. L'alcalde és escollit pels membres de l'Ajuntament.
L’Ajuntament de Tallinn és l'òrgan representatiu de Tallinn. És una unitat de govern local, escollida per les persones amb dret a vot de la ciutat sobre la base de la Llei electoral del Consell de Govern Local. El govern de la ciutat, liderat per l'alcalde, és l'òrgan executiu del govern local, que compleix les tasques que li han donat la redacció legislativa, l'activitat econòmica, el control i la participació dels residents. El govern de la ciutat de Tallinn consta d’un total de set membres: l’alcalde i sis alcaldes adjunts.

### Composició de la corporació municipal
| Eleccions a l'Ajuntament de la ciutat de Tallinn del 2021 |                                      |        |       |         |
| Partit                                                    | Partit                               | Vots   | %     | Escons  |
| --------------------------------------------------------- | ------------------------------------ | ------ | ----- | ------- |
|                                                           | Partit del Centre                    | 86.955 | 45,4% | 38 / 79 |
|                                                           | Partit Reformista Estonià            | 34.186 | 17,8% | 15 / 79 |
|                                                           | Partit Popular Conservador d'Estònia | 18.311 | 9,6%  | 8 / 79  |
|                                                           | Estònia 200                          | 18.174 | 9,5%  | 7 / 79  |
|                                                           | Partit Socialdemòcrata               | 14.449 | 7,5%  | 6 / 79  |
|                                                           | Isamaa                               | 13.567 | 7,1%  | 5 / 79  |
|                                                           | Altres                               | 5.973  | 3,0%  | 0 / 79  |
| Font:                                                     |                                      |        |       |         |

## Economia
Tallinn té una economia altament diversificada amb punts forts particulars en tecnologia de la informació, turisme i logística. Més de la meitat del PIB d'Estònia es crea a Tallinn. L'any 2008, el PIB per càpita de Tallinn era del 172% de la mitjana d'Estònia. A més de les funcions de llarga durada com a port marítim i capital, Tallinn ha vist el desenvolupament d'un sector de tecnologia de la informació; en la seva edició del 13 de desembre de 2005, The New York Times va caracteritzar Estònia com una mena de Silicon Valley al mar Bàltic. Una de les ciutats germanes de Tallinn és la ciutat de Silicon Valley de Los Gatos, Califòrnia. Skype és una de les empreses emergents d'Estònia més conegudes procedents de Tallinn. Moltes start-ups han sorgit de l' Institut de Cibernètica . En els darrers anys, Tallinn s'ha anat convertint a poc a poc en un dels principals centres informàtics d'Europa, amb el Centre d'Excel·lència de Ciberdefensa Cooperativa (CCD COE) de l'OTAN, eu-LISA, l'Agència Digital de la UE i els centres  desenvolupament informàtic de grans corporacions, com TeliaSonera i Kuehne + Nagel .
Tallinn rep 4,3 milions de visitants anuals,  una xifra que ha crescut de manera constant durant l'última dècada. Els finlandesos són especialment habituals a Tallinn; de mitjana, uns 20.000-40.000 turistes finlandesos visiten la ciutat entre juny i octubre. La majoria dels visitants provenen d'Europa, tot i que Tallin també ha estat cada cop més visitada per turistes de la regió Àsia-Pacífic. El port de passatgers de Tallinn és una de les destinacions de creuers més concorregudes al mar Bàltic, va donar servei a més de 520.000 passatgers de creuers el 2013.
L'empresa energètica estatal Eesti Energia, l' operador nacional del sistema de transmissió d'energia elèctrica Elering, la distribuïdora de gas natural Eesti Gaas i la companyia energètica privada més gran del país, Alexela Group, tenen la seva seu a Tallinn.
Tallinn és el centre financer d'Estònia i també un important centre econòmic a la regió de Baltoscandia . Molts bancs importants, com SEB, Swedbank i Nordea, tenen les seves oficines locals a Tallinn. LHV Pank, un banc d'inversió estonià, té la seva seu corporativa a Tallinn. La Borsa de Tallinn, part del grup NASDAQ OMX, és l'única borsa regulada a Estònia.
El port de Tallinn és un dels ports més grans de la regió del mar Bàltic, mentre que el port de càrrega més gran d'Estònia, el Port de Muuga, que és operat per la mateixa entitat comercial, es troba a la ciutat veïna de Maardu. El port de la Ciutat Vella es coneix com un port convenient des de l'època medieval, però actualment les operacions de càrrega es traslladen al port de càrrega de Muuga i al port sud de Paldiski . A partir del 2010, encara hi havia una petita flota d' arrossegaments oceànics que operava des de Tallinn. Les indústries de Tallinn són la construcció naval, la construcció de màquines, el processament de metalls, l'electrònica i la fabricació tèxtil. BLRT Grupp té la seva seu i algunes filials a Tallinn. Air Maintenance Estonia i AS Panaviatic Maintenance, ambdues amb seu a l'aeroport de Tallinn, ofereixen serveis de MRO per a aeronaus, ampliant en gran manera les seves operacions en els últims anys. Liviko, el fabricant del licor Vana Tallinn, conegut internacionalment, té la seva seu a Tallinn. La seu de Kalev, una empresa de confiteria i part del conglomerat industrial Orkla Group, es troba a Lehmja, prop del límit sud-est de la ciutat. Estònia ocupa el tercer lloc d'Europa pel que fa a l'espai de centres comercials per habitant, per davant de Suècia i només superada per Noruega i Luxemburg .

### Seus destacades
- Centre d'Excel·lència de Ciberdefensa Cooperativa de l'OTAN (CCDCOE)
- eu-LISA, l'Agència Europea per a la gestió operativa de sistemes informàtics a gran escala en l'espai de llibertat, seguretat i justícia[27][28][29]
- Alexela
- Bolt
- Bàltics connectats
- LHV

Centres de desenvolupament informàtic destacats
- Centre de desenvolupament informàtic de l'empresa Telia[30]
- Centre informàtic Kuehne + Nagel[31]
- Centre global de desenvolupament i innovació informàtica d'Arvato Financial Solutions[32]
- Ericsson té una de les seves instal·lacions de producció més grans d'Europa ubicada a Tallin, centrada en la producció de dispositius de comunicació 4G.[33]
- Equinor ha anunciat que el centre financer del grup es traslladarà a Tallinn.[34]

## Educació

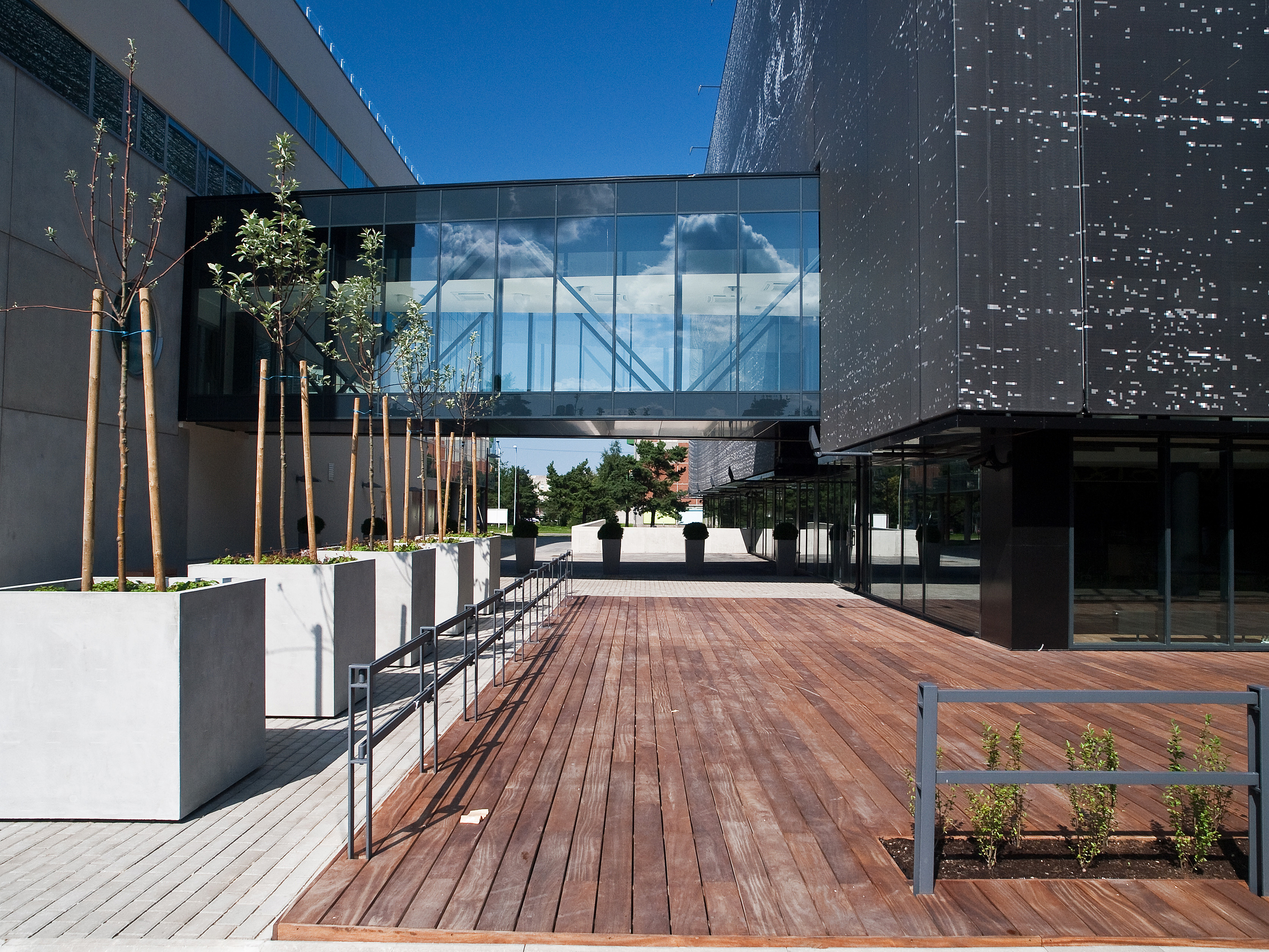
Els edificis de la Universitat de Tecnologia de Tallinn

Les institucions d'educació superior i ciència són:
- Escola de cinema i mitjans de comunicació del Bàltic
- Acadèmia d'Arts d'Estònia
- Acadèmia Estònia de Ciències de la Seguretat
- Acadèmia Estònia de Música i Teatre
- Escola de Negocis d'Estònia
- Acadèmia Marítima Estònia
- Institut de Teologia de l'Església Evangèlica Luterana Estònia
- Institut Nacional de Física Química i Biofísica
- Universitat de Tallinn
- Universitat de Tecnologia de Tallinn
- Universitat de Ciències Aplicades de Tallinn

## Cultura
Tallin va ser Capital Europea de la Cultura el 2011, juntament amb Turku, Finlàndia.

### Museus

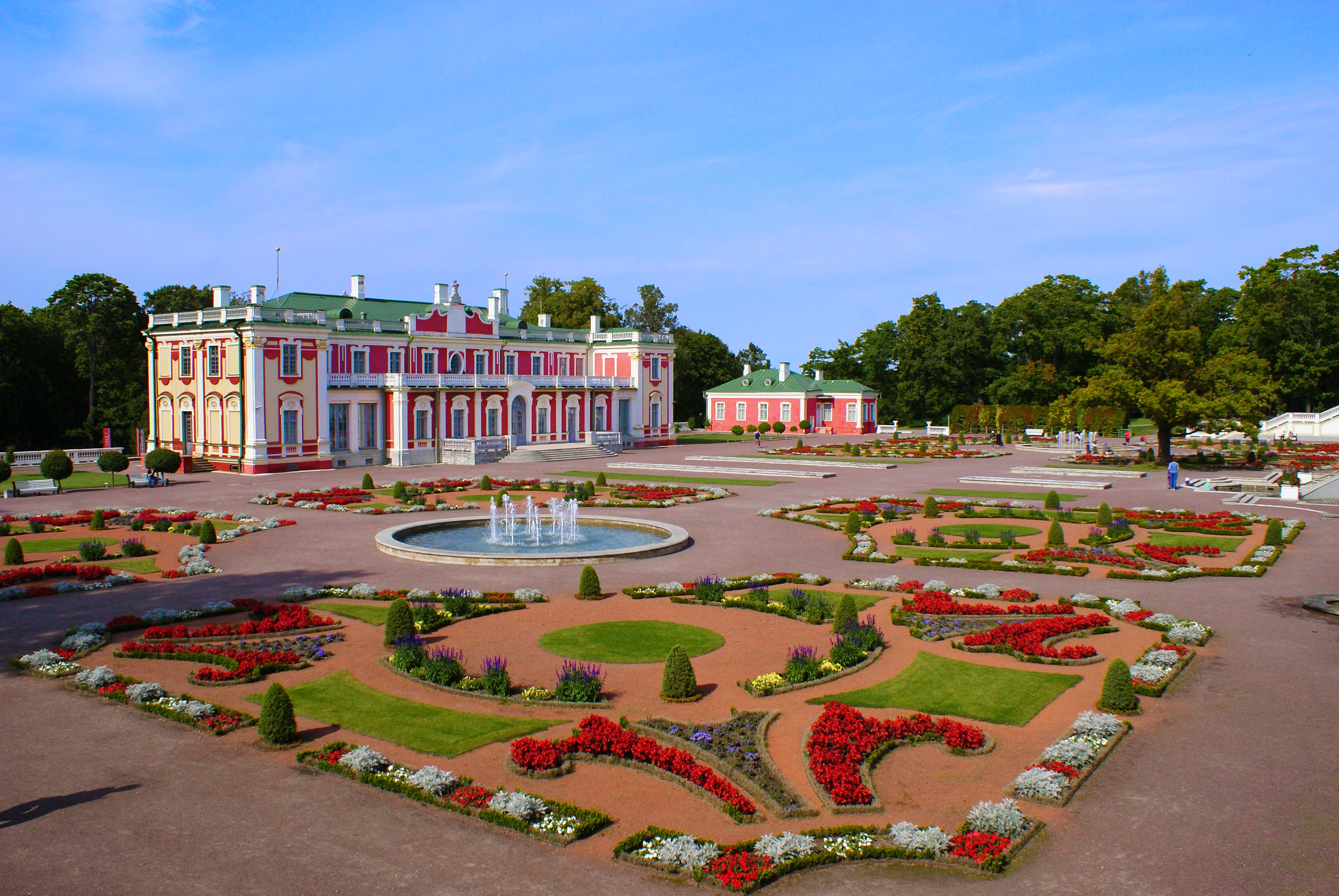
Museu d'Art Estonià al Palau Kadriorg

Tallinn acull més de 60 museus i galeries. La majoria d'ells es troben a Kesklinn, el districte central de la ciutat, i cobreixen la rica història de Tallinn.
Un dels museus històrics més visitats de Tallinn és el Museu d'Història d'Estònia, situat al Great Guild Hall de Vanalinn, la part antiga de la ciutat. Cobreix la història d'Estònia des de la prehistòria fins a finals del segle XX. Presenta pel·lícules i exposicions pràctiques que mostren com vivien i sobreviuen els habitants d'Estònia.

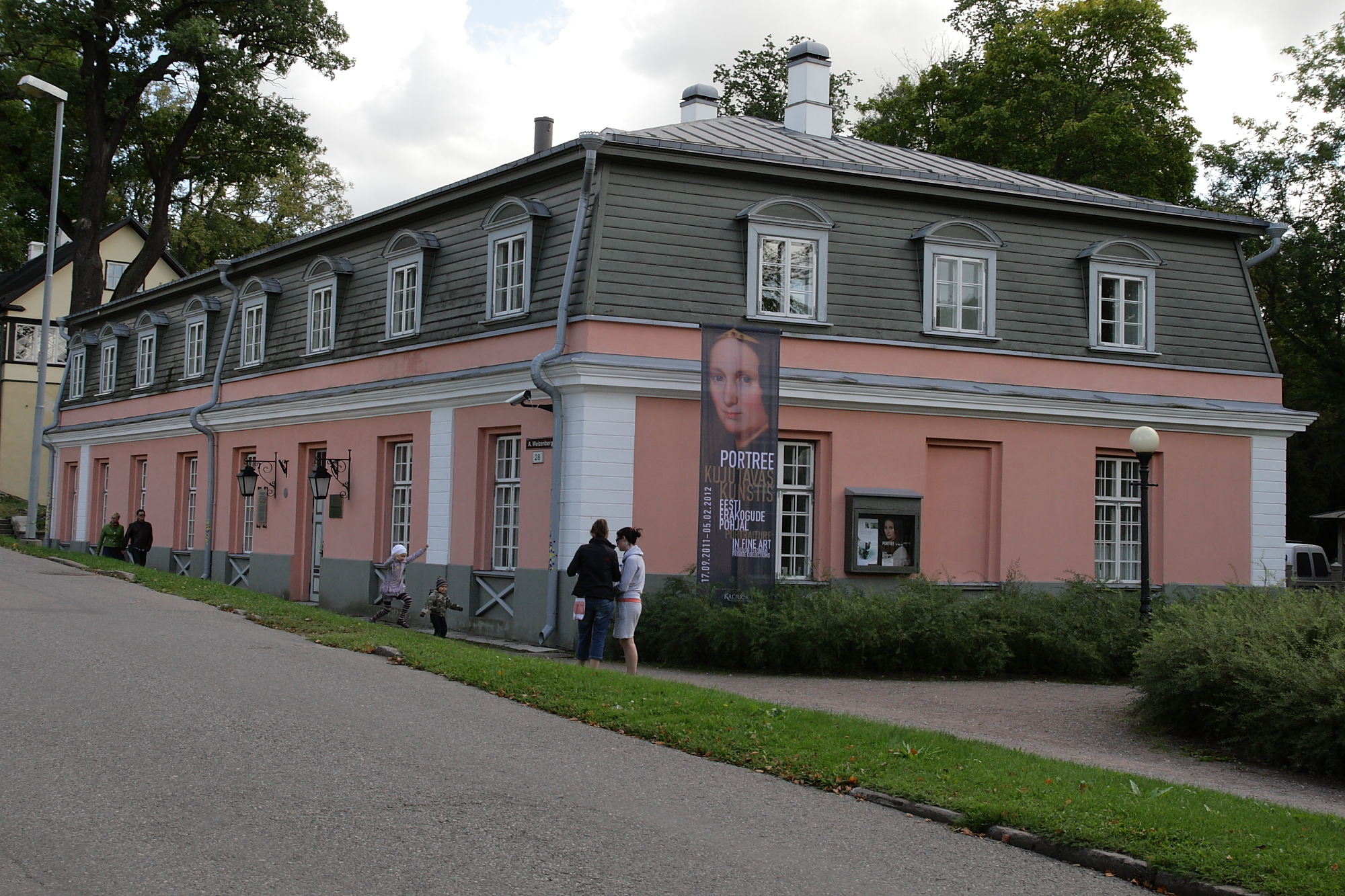
Museu Mikkel

El Museu Marítim d'Estònia ofereix una visió general del passat mariner de la nació. El museu està situat al nucli antic, dins d'una de les antigues estructures defensives de Tallinn: la torre de Fat Margaret. Un altre museu històric que es pot trobar al nucli antic de la ciutat, just darrere de l' Ajuntament, és el Museu de la ciutat de Tallinn. Cobreix la història de Tallinn des de la prehistòria fins al 1991, quan Estònia va recuperar la seva independència. El Museu de la Ciutat de Tallinn posseeix nou departaments i museus més al voltant de la ciutat, un dels quals és el Museu de Fotografia de Tallinn, també situat just darrere de l' Ajuntament . Compta amb una exposició permanent que cobreix 100 anys de fotografia a Estònia.
El Museu Vabamu d'Ocupacions i Llibertat d'Estònia es troba a Kesklinn (el districte central). Cobreix els 51 anys (1940-1991) quan Estònia va ser ocupada per l'antiga Unió Soviètica i l'Alemanya nazi. No gaire lluny hi ha un altre museu relacionat amb l'ocupació soviètica d'Estònia, el KGB Museum, que ocupa la planta 23 del Sokos Hotel Viru . Inclou equipament, uniformes i documents d'agents del servei secret rus.
La ciutat també acull el Museu d'Història Natural d'Estònia i el Museu de la Salut d'Estònia, tots dos situats al nucli antic. El Museu d'Història Natural presenta diverses exposicions temàtiques que ofereixen una visió general de la vida salvatge d'Estònia i del món. El Museu de la Salut d'Estònia té exposicions que cobreixen l'anatomia humana, la cura de la salut i la història de la medicina a Estònia.

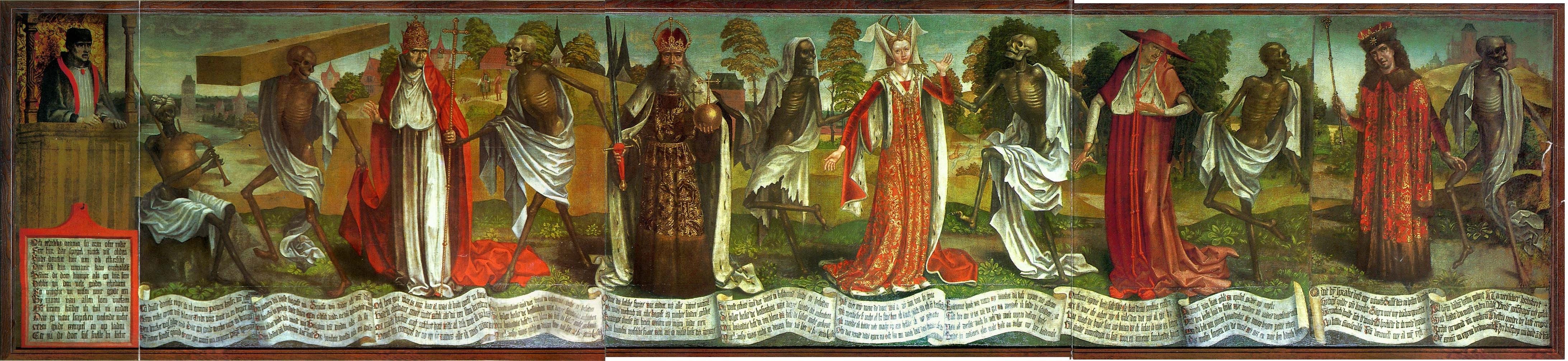
Danse Macabre de Bernt Notke exposada a l'església de Sant Nicolau

Tallinn acull uns quants museus d'art i disseny. El Museu d'Art d'Estònia, el museu d'art més gran d'Estònia, consta de quatre branques: el Museu d'Art de Kumu, el Museu d'Art Kadriorg, el Museu Mikkel i el Museu Niguliste . El Museu d'Art de Kumu inclou la col·lecció d'art modern i contemporani més gran del país. També mostra art estonià des de principis del segle XVIII. Aquells que estiguin interessats en l'art d'Europa occidental i rus poden gaudir de les col·leccions del Museu d'Art de Kadriorg, ubicades al Palau de Kadriorg, un bell edifici barroc erigit per Pere el Gran . Emmagatzema i exposa unes 9.000 obres d'art dels segles XVI al XX. El Museu Mikkel, al parc Kadriorg, mostra una col·lecció d'art principalment occidental: ceràmica i porcellana xinesa donada per Johannes Mikkel el 1994. El Museu Niguliste ocupa l'antiga església de Sant Nicolau ; mostra col·leccions d'art històric eclesiàstic que abasten gairebé set segles des de l'edat mitjana fins a l'art posterior a la reforma.
Aquells que estiguin interessats en el disseny i l'art aplicat poden gaudir de la col·lecció de dissenys contemporanis d'Estònia del Museu d'Art Aplicat i Disseny d'Estònia. Mostra fins a 15.000 peces d'art tèxtil, ceràmica, porcellana, cuir, vidre, joieria, metal·lúrgia, mobles i disseny de producte. Per experimentar exposicions més relaxades i orientades a la cultura, podeu recórrer al Museu de la Cultura de la Beguda d'Estònia. Aquest museu mostra la històrica destil·leria Luscher & Matiesen, així com la història de la producció d'alcohol estònia.

### Lauluväljak

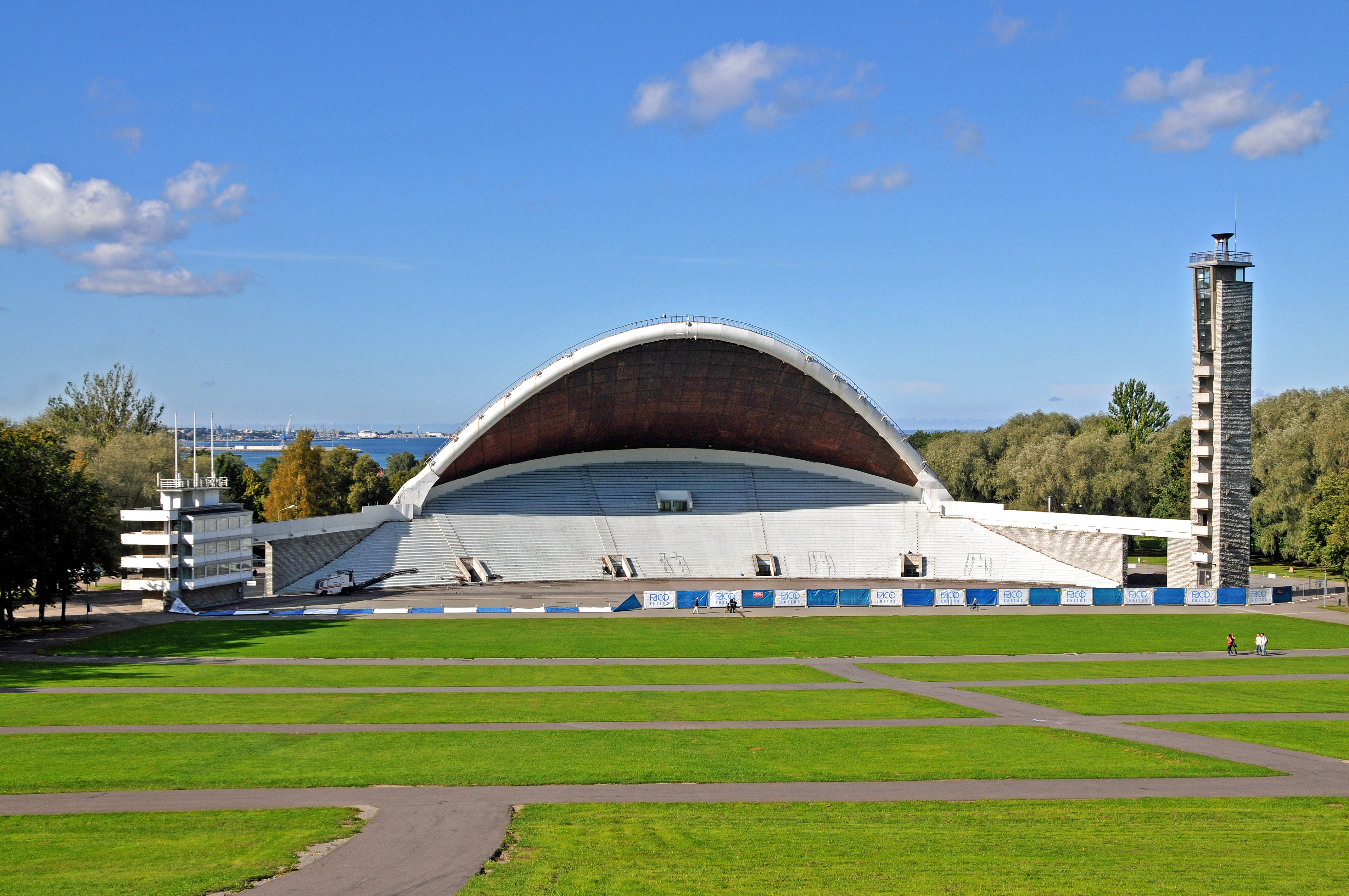
El recinte del Festival de la Cançó de Tallinn (Lauluväljak)

El Festival de la Cançó d'Estònia (en estonià: Laulupidu) és un gran esdeveniment coral, catalogat per la UNESCO com una Obra Mestra del Patrimoni Oral i Immaterial de la Humanitat . Se celebra cada cinc anys al juliol al recinte del Festival de la Cançó de Tallinn ( Lauluväljak ) simultàniament amb el Festival de Dansa Estonià . El cor conjunt ha format per més de 30.000 cantants actuant davant d'un públic de 80.000.
Els estonians tenen una extensa col·lecció de cançons populars, que consta d'unes 133.000 cançons populars. A partir de 1987, un cicle de manifestacions multitudinàries amb el cant espontani de cançons i himnes nacionals que estaven estrictament prohibits durant els anys de l'ocupació soviètica per resistir pacíficament l'opressió. El setembre de 1988, un rècord de 300.000 persones, més d'una quarta part de tots els estonians, es van reunir a Tallinn per a un festival de cançons.

### Festival de cinema de Tallinn Black Nights
El festival de cinema de Tallinn Black Nights (en estonià: Pimedate Ööde Filmifestival, o PÖFF), és un festival de cinema anual que se celebra des de 1997 a Tallinn, la capital d'Estònia. PÖFF és l'únic festival de la regió nòrdica i bàltica amb l'acreditació de la FIAPF (Federació Internacional d'Associació de Productors de Cinema) per celebrar un programa de competició internacional a la regió nòrdica i bàltica amb 14 festivals no especialitzats més, com ara Cannes, Berlín, Venècia . Amb més de 250 llargmetratges projectats cada any i més de 77.500 assistents (2014), PÖFF és un dels esdeveniments cinematogràfics més grans del nord d'Europa i esdeveniments culturals a Estònia a la temporada d'hivern. Durant la seva 19a edició l'any 2015, el festival va projectar més de 600 pel·lícules (incloent-hi més de 250 llargmetratges de 80 països), amb més de 900 projeccions a un públic de més de 80.000 persones, així com més de 700 convidats i periodistes acreditats de 50 països. El 2010 el festival va celebrar la cerimònia de lliurament dels Premis del Cinema Europeu a Tallinn.

### Cuina
La cuina tradicional de Tallinn reflecteix les tradicions culinàries del nord d'Estònia, el paper de la ciutat com a port pesquer i les influències històriques alemanyes. Nombrosos cafès han tingut un paper important en la vida social de la ciutat des del segle XIX, igual que els bars, especialment al barri de Kesklinn.
La indústria del martepan a Tallinn té una història molt llarga. La producció de massapà va començar a l'Edat Mitjana, gairebé simultàniament a Tallinn (Reval) i Lübeck, totes dues ciutats membres de la Lliga Hanseàtica. El 1695, el massapà va ser esmentat com a medicament, sota la designació de Panis Martius, a les llistes de preus de la Farmàcia de l'Ajuntament de Tallinn . L'era moderna del massapà a Tallin va començar l'any 1806, quan el pastisser suís Lorenz Caviezel va instal·lar la seva pastisseria al carrer Pikk. El 1864, va ser comprat i ampliat per Georg Stude i ara es coneix com el cafè Maiasmokk . A finals del segle XIX es van subministrar figuretes de marpsipan fetes pels pastissers de Tallinn a la família imperial russa.
Sens dubte, el plat de marisc més simbòlic de Tallinn és el vürtsikilu (esprat picant): espadíns salats en vinagre amb un conjunt distintiu d'espècies com ara pebre negre, pebre de Jamaica i clau . Es creu que l'elaboració del vürtsikilu tradicional es va originar als afores de la ciutat. El 1826, els comerciants de Tallin van exportar 40.000 llaunes de vürtsikilu a Sant Petersburg. Un plat estretament associat és el kiluvõileib (pa amb mantega d'esprat): un sandvitx obert tradicional de pa de sègol cobert amb una capa de mantega i vürtsikilu com a cobertura. Les rodanxes d'ou cuit i les herbes culinàries són complements addicionals opcionals. Les begudes alcohòliques que es produeixen a la ciutat són cervesa, vodka i licors (com l'homònim Vana Tallinn). El nombre de cerveseries de cervesa artesana s'ha expandit molt a Tallinn durant l'última dècada, entrant als mercats locals i regionals.

## Turisme
El que podria considerar-se com les principals atraccions de Tallinn es troben al nucli antic de Tallinn (dividit en una ciutat baixa i el turó de Toompea) que es pot explorar fàcilment a peu. Les parts orientals de la ciutat, en particular els districtes de Pirita (amb el convent de Pirita) i Kadriorg (amb el palau de Kadriorg), també són destinacions populars, i el Museu a l'Aire Libre d'Estònia a Rocca al Mare, a l'oest de la ciutat, conserva aspectes de la cultura i l'arquitectura rural estònia. Els afores boscoses històrics com Kalamaja, Pelgulinn, Kassisaba i Kelmiküla i zones industrials revitalitzades com el barri de Rotermanni, Noblessner i Dvigatel també són llocs únics per visitar.

### Toompea- Ciutat Alta

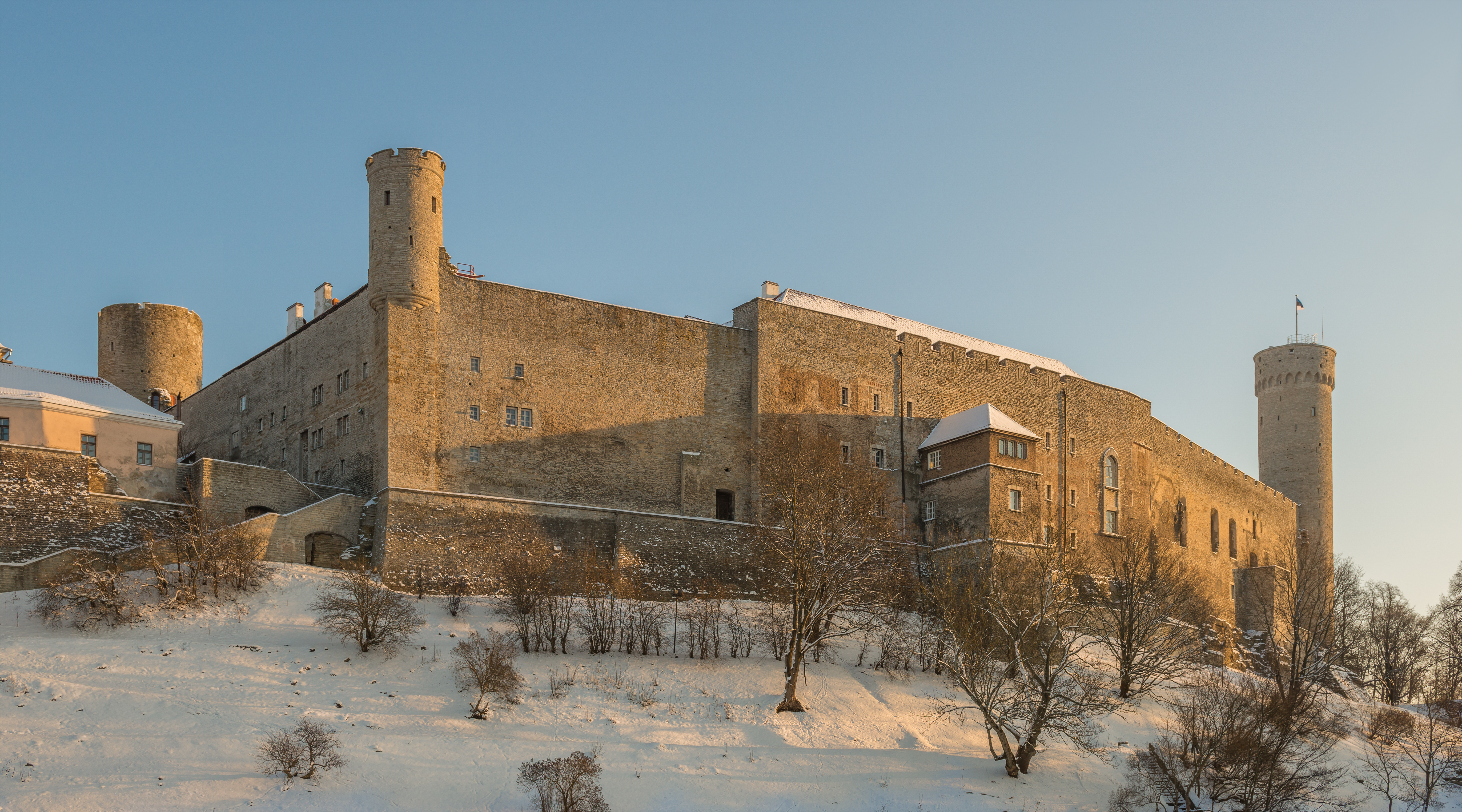
Castell de Toompea

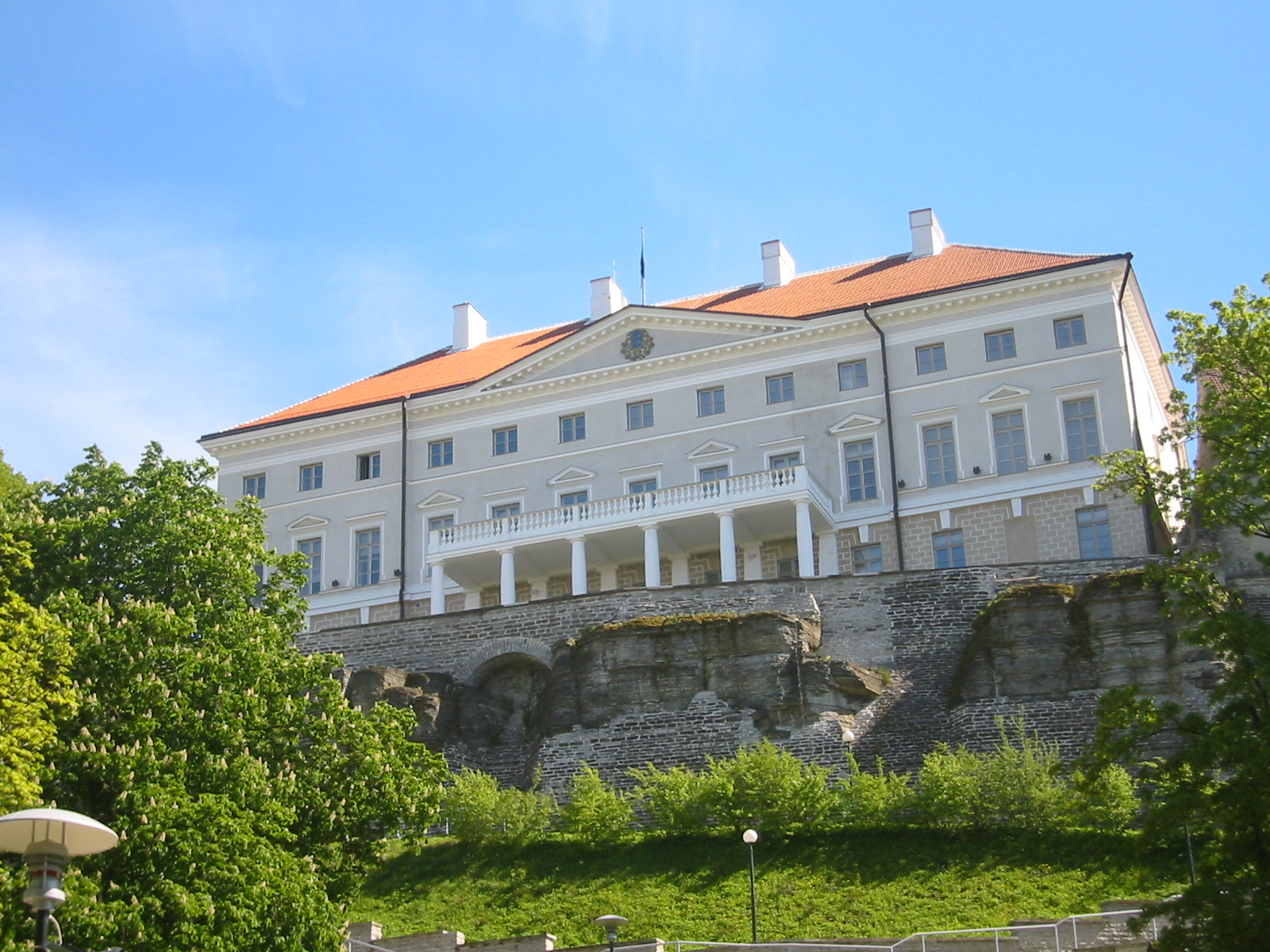
La casa Stenbock al turó de Toompea és la seu oficial del govern d'Estònia.

Aquesta zona va ser una vegada una ciutat gairebé separada, molt fortificada, i sempre ha estat la seu de qualsevol poder que hagi governat Estònia. El turó ocupa un lloc fàcilment defensable amb vistes als barris del voltant. Les principals atraccions són el castell medieval de Toompea (avui alberga el Parlament estonià, el Riigikogu ), la catedral luterana de Santa Maria, també coneguda com l'església de la cúpula (estonià: Toomkirik), i la catedral ortodoxa russa Alexander Nevsky .

### Tot-linn- Ciutat Baixa
Aquesta zona és una de les ciutats medievals millor conservades d'Europa i les autoritats continuen amb la seva rehabilitació. Els principals llocs d'interès inclouen la plaça de l'Ajuntament (estonià: Raekoja plats), la muralla i les torres de la ciutat (sobretot Fat Margaret i Kiek in de Kök), així com una sèrie d'esglésies medievals, com ara Sant Olaf, Sant Nicolau i l' Església de l'Esperit Sant. La catedral catòlica de Sant Pere i Sant Pau també es troba a la Ciutat Baixa.

### Kadriorg
Kadriorg es troba 2 km a l'est del centre de la ciutat i és servit per autobusos i tramvies. El palau de Kadriorg, l'antic palau de Pere el Gran, construït just després de la Gran Guerra del Nord, acull ara el departament d'art estranger del Museu d'Art d'Estònia, la residència presidencial i els terrenys circumdants inclouen jardins formals i boscos.
L'edifici principal del Museu d'Art d'Estònia, Kumu (estonià: Kunstimuuseum, Museu d'Art), va ser construït l'any 2006 i es troba al parc Kadriorg. Alberga una col·lecció enciclopèdica d'art estonià, que inclou pintures de Carl Timoleon von Neff, Johann Köler, Eduard Ole, Jaan Koort, Konrad Mägi, Eduard Wiiralt, Henn Roode i Adamson-Eric, entre d'altres.

### Pirita
Aquest districte costaner es troba a 2 quilòmetres més al nord-est de Kadriorg. El port esportiu va ser construït per als Jocs Olímpics de Moscou de 1980, i es poden llogar vaixells al riu Pirita . A dos quilòmetres cap a l'interior es troben els jardins botànics i la torre de televisió de Tallinn.

## Transport

### Transport urbà

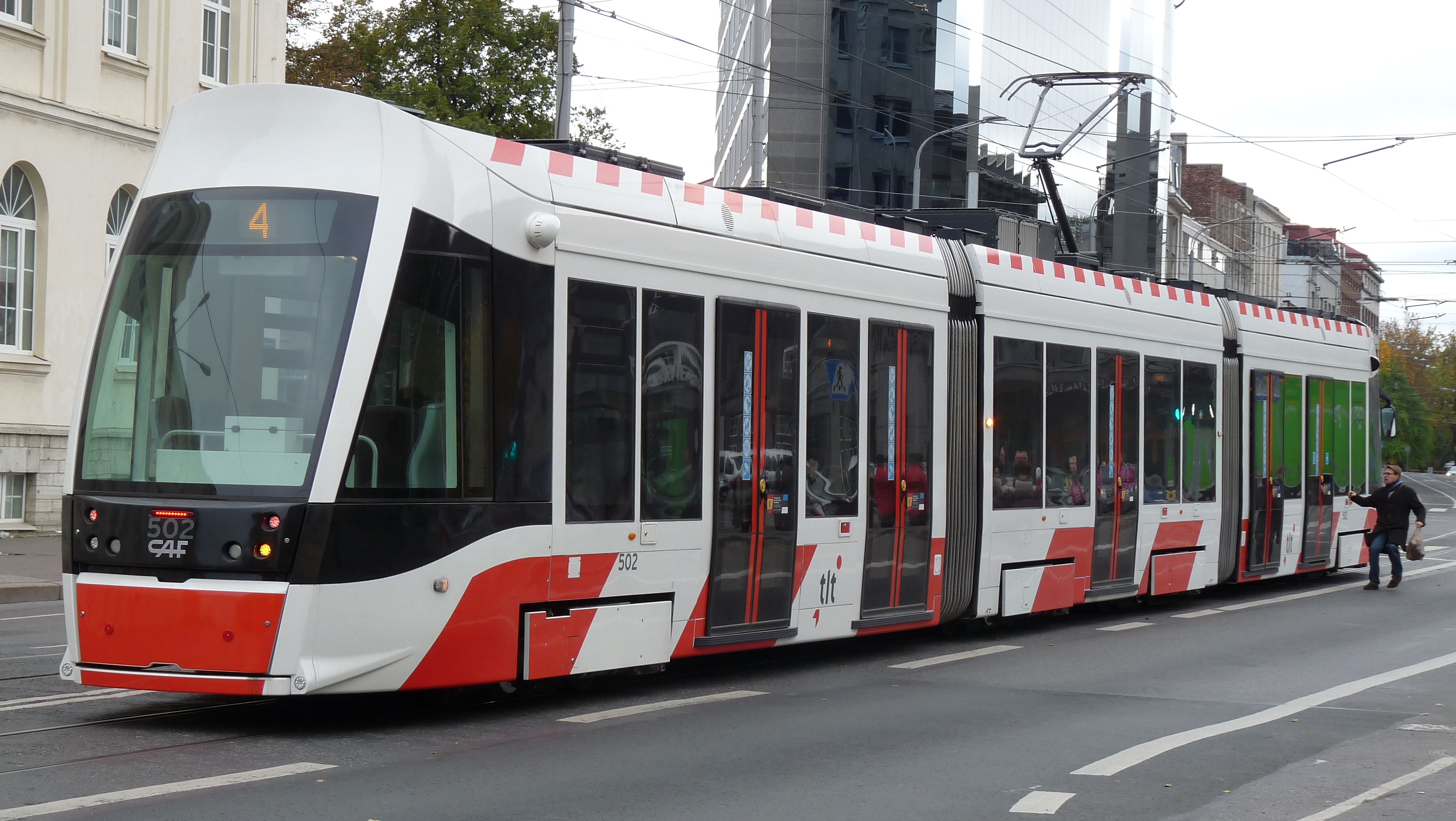
Un tramvia CAF a Tallinn (carrer Pärnu maantee) el 2018

La ciutat opera un sistema de rutes d'autobús (73 línies), tramvia (5 línies) i trolebusos (4 línies) a tots els districtes; els 33 km del sistema de tramvia llarg és l'única xarxa de tramvies d'Estònia. S'utilitza un sistema de tarifa plana. El sistema de bitllets es basa en targetes RFID de prepagament disponibles en quioscos i oficines de correus. El gener de 2013, Tallin es va convertir en la primera capital europea a oferir un servei gratuït d'autobusos, tramvies i troleibusos dins dels límits de la ciutat. Aquest servei està a disposició dels veïns i veïnes empadronades al municipi.
Tallinn ofereix una àmplia gamma d'opcions de mobilitat intel·ligent, amb àmplies flotes flotants de patinets elèctrics, bicicletes elèctriques, bicicletes i cotxes disponibles per llogar a tota la ciutat.

### Aire
L'aeroport de Tallinn Lennart Meri es troba a uns 4 km de la plaça de l'Ajuntament (Raekoja plats). Hi ha un tramvia (número de línia: 4) i una connexió d'autobús local entre l'aeroport i la vora del centre de la ciutat (autobús núm. 2). L'estació de tren més propera Ülemiste és a només a 1,5 km de l'aeroport. La construcció del nou tram de l'aeroport va començar l'any 2007 i es va acabar l'estiu de 2008.

### Ferri
Diversos operadors de ferri, Viking Line, Tallink i Eckerö Line, connecten Tallinn amb Hèlsinki, Mariehamn, Estocolm i Sant Petersburg. Les línies de passatgers connecten Tallinn amb Hèlsinki (83km al nord de Tallinn) en aproximadament 2 a 3,5 hores amb cruiseferries, amb fins a vuit travessies diàries durant tot l'any.

### Ferrocarril

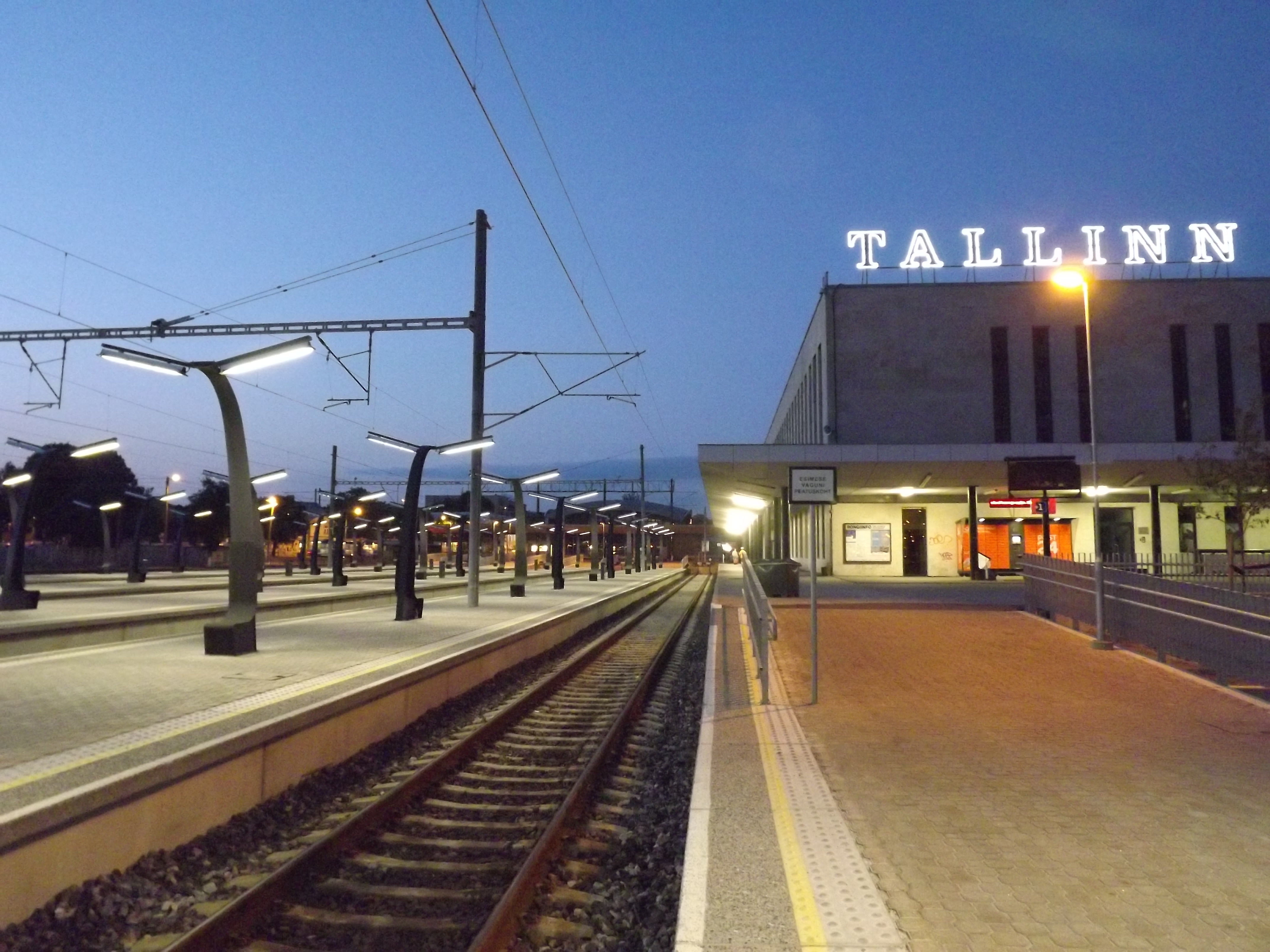
Plataforma de ferrocarril a l'estació del Bàltic de Tallinn

La companyia ferroviària Elron opera serveis de tren des de Tallinn a Tartu, Valga, Türi, Viljandi, Tapa, Narva, Koidula. També hi ha autobusos disponibles per a totes aquestes i diverses altres destinacions a Estònia, així com a Sant Petersburg a Rússia i Riga, Letònia. La companyia ferroviària russa operava un servei internacional diari de trens llit entre Tallinn i Moscou, i es va aturar el 2020.
Tallinn també té un servei de tren de rodalies que va des de l'estació de tren principal de Tallinn en dues direccions principals: a l'est (Aegviidu) i a diverses destinacions occidentals (Pääsküla, Keila, Riisipere, Turba, Paldiski i Kloogaranna). Són línies electrificades i són utilitzades per la companyia de ferrocarrils Elron. Les unitats Stadler FLIRT EMU i DMU estan en servei des del juliol de 2013. El primer servei de trens electrificats a Tallin es va obrir l'any 1924 des de Tallinn a Pääsküla, una distància d'11,2 km.
El projecte Rail Baltica, que unirà Tallinn amb Varsòvia a través de Letònia i Lituània, connectarà Tallinn amb la resta de la xarxa ferroviària europea. S'ha proposat un túnel submarí entre Tallinn i Hèlsinki, encara que es troba en una fase de planificació.

### Carreteres
L'autopista Via Baltica (part de la ruta europea E67 de Hèlsinki a Praga) connecta Tallinn amb la frontera lituano-polonesa a través de Letònia.

## Relacions internacionals

### Ciutats agermanades
Tallinn participa en programes internacionals entre ciutats per a fomentar les bones relacions internacionals. Les ciutats agermanades són:
| - Annapolis, MD, Estats Units d'Amèrica - Beijing, Xina - Berlín, Alemanya - Carcassona, França - Chengdu, Xina - Dartford, Anglaterra, Regne Unit - Florència, Itàlia - Gant, Bèlgica - Göteborg, Suècia | - Groningen, Països Baixos - Hangzhou, Xina - Hèlsinki, Finlàndia - Kiel, Alemanya - Kotka, Finlàndia (1955) - Los Gatos, CA, Estats Units d'Amèrica - Malmö, Suècia - Moscou, Rússia - Portland, OR, Estats Units d'Amèrica | - Riga, Letònia - Saint Petersburg, Rússia - Schwerin, Alemanya - Estocolm, Suècia - Turku, Finlàndia - Venècia, Itàlia - Viena, Àustria - Vílnius, Lituània - Erevan, Armènia |

## Fills il·lustres

### Pre 1900
- Michael Sittow (ca. 1469–1525), Pintor educat en la tradició dels primitius flamencs va treballar com a retratista de la cort, d'Isabel de Castella, els Habsburgs i altres nobles d'Espanya i els Països Baixos.
- Jacob De la Gardie (1583–1652), estadista i mariscal de camp de l'imperi Suec.[73]
- Magnus Gabriel De la Gardie (1622–1686), estadista i militar suec.[74]
- Jacob Johan Hastfer (1647–1695), oficial i governador de la província de Livònia entre 1687 i 1695.
- Thomas Johann Seebeck (1770-1831, Berlín), físic prussià descobridor de l'efecte Seebeck o efecte termoelèctric.
- Otto von Kotzebue (1787–1846), explorador germànic del Bàltic al servei de la Marina Imperial Russa.[75]
- Alex Theodor Lvof (1799-1870), militar i compositor musical.
- Alexander Friedrich von Hueck (1802–1842), professor d'anatomia a la Universitat de Tartu.
- Franz Anton Schiefner (1817–1879), lingüista i tibetòleg germanobàltic.
- Julius Gottlieb Iversen (1823–1900), fal·lerista i professor de grec i llatí.
- Carl Wilhelm Hiekisch (1840–1901), geògraf.
- Edmund August Friedrich Russow (1841–1897), biòleg, investigador d'anatomia vegetal i histologia.
- Kristjan Raud (1865–1943), pintor simbolista, conegut pel seu estil artístic del primitivisme.
- Anton Hansen (pseudònim A. H. Tammsaare) (1878–1940), escriptor. La seva pentalogia Veritat i justícia és considerada "La novel·la estoniana".
- Marie Under (1883–1980), poeta, nominada al Premi Nobel de literatura diverses vegades.
- Wolfgang F. Köhler (1887-1967), psicòleg.
- Alfred Rosenberg (1893–1946), cap del Ministeri del Reich per als Territoris Orientals Ocupats, executat per crims de guerra.

### 1900-1930
- Ants Oras (1900–1982), traductor i escriptor.
- Albert Kusnets (1902–1942), lluitador grecoromà de pes mitjà. Va competir als Jocs Olímpics d'Estiu de 1924 i als de 1928.
- Valter Palm (1905–1994), boxejador professional de pes welter. Va competir als Jocs Olímpics d'estiu de 1924 i als Jocs Olímpics d'estiu de 1928.
- Vidrik "Frits" Rootare (1906–1981), jugador d'escacs.
- Andrus Johani (1906–1941), pintor.
- Miliza Korjus (1909-1980), Cantant d'òpera i actriu de cinema de Hollywood, nominada a l'Oscar com a millor actriu secundària el 1938.
- Edmund S. Valtman (1914–2005), Autor de còmic. Va guanyar el Premi Pulitzer per a reportatges il·lustrats el 1962.
- Evald Okas (1915–2011), pintor.
- Evi Rauer (1915–2004), actriu de teatre, cinema i televisió i directora de televisió.
- Paul Kuusberg (1916–2003), escriptor.
- Ellen Liiger (1918–1987), actriu de teatre, televisió, ràdio i cinema i professora de teatre.
- Udo Kasemets (1919–2014), Compositor canadenc d'origen estonià d'obres orquestrals, vocals, piano i electroacústiques.
- Jaan Kross (1920–2007), novelista, nominat al Premi Nobel de literatura diverses vegades.
- Vincent Zigas (1920–1983), oficial mèdic a Papua Nova Guinea durant la dècada de 1950.
- Harry Männil (1920–2010), empresari i col·leccionista d'art.
- Kaljo Raid (1921–2005), compositor, violoncel·lista i pastor.
- Valve Pormeister (1922–2002), arquitecta. De les primeres dones que van influir en el desenvolupament de l'arquitectura estoniana.
- Vello Viisimaa (1928–1991), cantant d'òpera i actor de teatre, va aparèixer més en operetes.
- Olaf von Wrangel (1928-2009), Periodista i polític alemany (NDR), membre del Bundestag.
- Andreas Meyer-Landrut (1929), diplomàtic alemany.
- Lennart Georg Meri (1929–2006), polític, escriptor, director de cinema i estadista. Segon president d'Estònia, 1992 a 2001.
- Eino Tamberg (1930–2010), compositor, promotor del neoclassicisme a la música estoniana.

### 1930-1950
- Enno Penno (1930-2016) polític. Va ocupar interinament el càrrec de Primer Ministre del 1990 al 1992.
- Uno Loop (1930–2021), cantant, músic, esportista, actor i pedagog.
- Vladimir-Georg Karassev-Orgusaar (1931–2015), director de cinema i membre del Congrés d'Estònia.
- Martin Puhvel (1933–2016), investigador de literatura, professor emèrit de literatura anglesa antiga i medieval a la Universitat McGill.
- Allan Murray (1934–2009), arquitecte. Va dissenyar el memorial de guerra de Tehumardi.
- Ingrid Rüütel (1935), folklorista i filòloga.
- Peter Peet Silvester (1935–1996), enginyer elèctric, especialitzat en l'anàlisi numèrica de camps electromagnètics.
- Jüri Arrak (1936–2022), artista i pintor.
- Enn Vetemaa (1936–2017), escriptor.
- Arvo Antonovich Mets, (1937–1997) poeta.
- Mikk Mikiver (1937–2006), actor de teatre i cinema i director de teatre.
- Neeme Järvi (1937), director d'orquestra.
- Linnart Mäll (1938–2010), historiador, orientalista, traductor i polític
- Ene Riisna (1938), productora de televisió.
- To the Class (1939–2016), director. Líder de la Orquestra Simfònica de la Ràdio dels Països Baixos.
- Andres Tarand (1940), polític, exprimer ministre d'Estònia i diputat al Parlament Europeu.
- Leila Säälik (1941), actriu de teatre, cinema i ràdio.
- Paul-Eerik Rummo (1942), poeta i polític.
- Eili Sild (1942), actriu de teatre, cinema, ràdio i televisió.
- Kalle Lasn (1942), Cineasta, autor, editor de revistes i activista estonià-canadenc.
- Urjo Kareda (1944–2001),crític musical, dramaturg i director d'escena.
- Mari Lill (1945), actriu de teatre, cinema i televisió.
- Sulev Mäeltsemees (1947), estudiós de l'administració pública i del govern local.
- Siiri Oviir (1947), polític i ex diputat al Parlament Europeu.
- Siim Kallas (1948), economista, polític i professor unviersitari. Primer Ministre entre 2002 i 2003.
- Lepo Sumera (1950–2000), compositor, professor i polític.

### 1950-1970
- Raido Rüütel (1951), pilot de carreres.
- Joel Tammeka (1951), pilot de ral·li.
- Robert Lepikson (1952), polític i pilot de ral·li.
- Urmas Alender (1953–1994), cantant i músic. Vocalista dels grups Ruja i Propeller.
- Ivo Lill (1953–2019), artista del vidre.
- Tõnu Kaljuste (1953), director d'orquestra. Va dirigir l'Òpera Nacional d'Estònia del 1978 al 1995.
- Andres Mustonen (1953), director d'orquestra i violinista, director artístic del Mustonenfest Tallinn Tel Aviv Festival.
- Ain Lutsepp (1954), actor i polític.
- Kalle Randalu (1956), pianista
- Alexander Leonidovich Goldstein (1957–2006), escriptor i assagista.
- Peeter Järvelaid (1957), jurista, historiador i professor a la Universitat de Tallinn.
- Doris Kareva (1958), poeta i cap de la Comissió Nacional d'Estònia a la UNESCO.
- Anu Lamp (1958), actriu de teatre, cinema, televisió, veu i directora d'escena.
- Jaan Ehlvest (1962), jugador d'escacs. Té el títol de Gran Mestre des de 1987.
- Tõnu Õnnepalu (1962), poeta i escriptor sota els pseudònims d'Emil Tode i Anton Nigov.
- Tõnis Lukas (1962), polític i vicepresident d'Isamaa.
- Marina Kaljurand (1962), polític, ex Ministre d'Afers Exteriors.
- Kiiri Tamm (1962), actriu i directora d'escena, televisió i cinema.
- Andrew Siim (1962), arquitecte, dissenyador de l'edifici del Nissan Center a Tallinn.
- Paavo Järvi (1962), director d'orquestra, fill de Neeme Järvi.
- Tõnu Trubetsky (1963), músic de punk rock/glam punk, director de cinema i vídeos musicals.
- Ivo Uukkivi (1965), actor i productor d'escenari, cinema, ràdio, televisió, fundador i cantant de la banda de punk Velikije Luki.
- Liina Tennosaar (1965), actriu de teatre, cinema i televisió.
- Juhan Parts (1966), polític, Primer Ministre d'Estònia del 2003 al 2005.
- Margit Mutso (1966), arquitecta i dissenyadora de l'estació d'autobusos de Rakvere.
- Elmo Tiisvald (1967), director, director de l'Opera Studio de l'Acadèmia de Música i Teatre d'Estònia.
- Mart Sander (1967), cantant, actor, director, autor, artista i presentador de televisió.
- Kaisa Roose (1969), directora musical de l'opera de Mälmo.
- Indrek Sirel (1970), general de les Forces de Defensa d'Estònia

### 1970-1990
- Toomas Krõm (1971), futbolista.
- Gert Kullamäe (1971), jugador de bàsquet.
- Toomas Kallaste (1971), futbolista.
- Indrek Pertelson (1971) judoka. Va guanyar el bronze als Jocs Olímpics d'estiu de 2000 i als de 2004.
- Jaan Tallinn (1972), programador i inversor.
- Syria Vallner (1972), arquitecte, dissenyador del Museu d'Ocupacions i Llibertat de Vabamu de Tallinn.
- Anu Tali (1972), director musical de la Sarasota Orchestra.
- Mart Poom (1972), futbolista i entrenador de porters de la selecció de futbol d'Estònia.
- Jan Uuspõld (1973), actor i músic d'escenari, televisió, ràdio i cinema.
- Today Employee (1973), arquitecte. Va dissenyar la vila Otepää, al sud d'Estònia.
- Katrin Koov (1973), arquitecta, dissenyadora de la Sala de Concerts de Pärnu.
- Eva-Maria Liimets (1974), política. Ministra d'Afers Exteriors del 2021 al 2022.
- Urmas Paet (1974), polític i diputat al Parlament Europeu.
- Ken-Marti Vaher (1974), polític. Ministre de Justícia del 2003 al 2005 i Ministre de l'Interior del 2011 al 2014.
- Martin Müürsepp (1974), jugador de bàsquet i entrenador.
- Urmas Reinsalu (1975), polític. Ministre de Defensa del 2012 al 2014 i Ministre de Justícia des del 2015.
- Kristen Michal (1975), política. Ministra d'Afers Econòmics del 2015 a l2016 i Ministra de Justícia del 2011 al 2012.
- Mailis Reps (1975), polític. Ministre d'Educació i Recerca del 2002 al 2003 i del 2005 al 2007.
- Harriet Toompere (1975), actriu de teatre, televisió, cinema i escriptora de llibres per a nens.
- Maria Kall (1976), filòloga, traductora i professora estoniana.
- Tanel Ingi (1976), actor teatral i de cinema, actua principalment al teatre Ugala.
- Kaja Kallas (1977), política. Presidenta del Partit Reformista Estonià i primera ministra des del 2021.
- Katrin Pärn (1977), actriu i cantant d'escenari, cinema i televisió.
- Johann Urb (1977), actor, productor i model estatunidenc nascut a Estònia.
- Sergei Pareiko (1977), porter de futbol.
- Andres Oper (1977), futbolista i entrenador.
- Carmen Kass (1978), model. Es va presentar al Parlament Europeu el 2004, presidenta de la Federació d'Escacs d'Estònia del 2004 fins al 2011.
- Jüri Ratas (1978), polític del Partit del Centre Estonià, alcalde de Tallin del 2005 al 2007 i primer ministre del 2016 al 2021.
- Taavi Rõivas (1979), polític i economista. Primer ministra del 2014 al 2016, fou el més jove cap de govern de la Unió Europea.[76]
- Kristen Viikmäe (1979), futbolista. Va jugar a Nõmme Kalju FC.
- Urmo Aava (1979), pilot de ral·li.
- Mikk Murdvee (1980), director i violinista.
- Irina Embrich (1980), tiradora d'esgrima.
- Joel Lindpere (1981), futbolista.
- Lauri Lagle (1981), actor teatral i de cinema, guionista, director i dramaturg.
- Sten Pentus (1981), pilot de carreres.
- Ursula Ratasepp (1982), actriu d'escenari, cinema i televisió.
- Ott Sepp (1982), actor, cantant, escriptor i presentador de televisió.
- Toomas Triisa (1982), pilot de ral·li.
- Katrin Siska (1983), músic, membre de la banda de pop-rock Vanilla Ninja.
- Priit Loog (1984), actor d'escenari, televisió i cinema.
- Marko Asmer (1984), pilot de carreres.
- Tiiu Kuik (1987), model.
- Pääru Oja (1989), actor d'escenari, cinema, veu i televisió.
- Klaudia Tiitsmaa (1990), actriu d'escenari, televisió i cinema.

### 1990 en endavant
- Remy Põld (1992), jugador de bàsquet.
- Karl Kruuda (1992), pilot de ral·li.
- Kevin Korjus (1993), pilot de carreres.
- Anett Kontaveit (1995), jugadora de tennis, jugadora d'individuals d'Estònia amb la millor classificació.
- Martin Rump (1996), pilot de carreres.
- Johanna Maria Tõugu (1998), activista mediambiental i política del Partit Verd Estonià.
- Ralf Aron (1998), pilot de carreres.
- Georg Linnamäe (1998), pilot de ral·li.
- Jüri Vips (2000), pilot de carreres al FIA Fórmula 2.
- Paul Aron (2004), pilot de carreres.

### Llibres i articles
- Burch, Stuart. An unfolding signifier: London's Baltic exchange in Tallinn. Journal of Baltic Studies 39.4 (2008): 451–473.
- Hallas, Karin, ed. 20th Century Architecture in Tallinn (Tallinn, The Museum of Estonian Architecture, 2000).
- Helemäe, Karl. Tallinn, Olympic Regatta city.
- Kattago, Siobhan. War memorials and the politics of memory: The Soviet war memorial in Tallinn. Constellations 16.1 (2009): 150–166. online Arxivat 2020-07-09 a Wayback Machine.
- Õunapuu, Piret. The Tallinn department of the Estonian National museum: History and developments. Folklore: Electronic Journal of Folklore 48 (2011): 163–196.
- Pullat, Raimo. Brief history of Tallinn (Estopol, 1999).
- Tannu, Elena. Perioodika Publishers. The living past of Tallinn, 1990. ISBN 5-7979-0031-9.
- Sulev Maèvali. Historical and architectural monuments in Tallinn.
- Elena Tannu. The living past of Tallinn. ISBN 5-7979-0031-9.
- Dmitri Bruns. Architectural Landmarks, Places of Interest.
- Karl Helemäe. Tallinn, Olympic Regatta city.
- Clare Thomson. Footprint Publishing. Tallinn, 2004. ISBN 1-904777-77-5.
- Neil Taylor. Bradt City Guide. Tallinn, 2004. ISBN 1-84162-096-3.

### Història de Tallinn
- John Murray. Hand-book for Northern Europe, 1849.
- George Henry Townsend. Frederick Warne & Co. Manual of Dates, 1877.
- Encyclopædia Britannica (en anglès). 11a ed, 1911, p. 211–212.
- Karl Baedeker. Russia, 1914. OCLC 1328163.
- William Henry Beable. Russian Outlook. Russian Gazetteer and Guide, 1919.
- Fitzroy Dearborn. Northern Europe.  Trudy Ring, 1995, p. 719. ISBN 978-1-136-63944-9.

### Guies
- John Murray. Hand-book for Northern Europe, 1849.
- George Henry Townsend. Frederick Warne & Co. Manual of Dates, 1877.
- Encyclopædia Britannica (en anglès). 11a ed, 1911, p. 211–212.
- Karl Baedeker. Russia, 1914. OCLC 1328163.
- William Henry Beable. Russian Outlook. Russian Gazetteer and Guide, 1919.
- Fitzroy Dearborn. Northern Europe.  Trudy Ring, 1995, p. 719. ISBN 978-1-136-63944-9.